# 八代市立第八中学校
八代市立第八中学校（やつしろしりつ だいはちちゅうがっこう）は、熊本県八代市宮地町にある市立中学校。

## 沿革
- 1947年（昭和22年）4月22日 - 八代郡宮地村立宮地中学校設置
- 1955年（昭和30年）4月1日 - 八代市に合併、八代市立第八中学校と改名。猿谷中学校を八代市立第八中学校分校と改名。